# Castell de Vilarnadal
El Castell de Vilarnadal és un edifici de Masarac (Alt Empordà) declarat bé cultural d'interès nacional. Actualment, s'utilitza com a masia i, per aquest motiu, bona part de la seva estructura defensiva ha estat alterada.

## Història
Hi ha diverses hipòtesis sobre el seu origen: mentre que una defensa que pertanyia als Vallgornera, una altra apunta als Canadal (senyors de l'antiga parròquia del mateix nom al terme municipal de la Jonquera), que en serien es primers castlans gràcies a la seva relació amb els vescomtes de Rocabertí, senyors de Vilarnadal des del 1294-1295. El 1336, Jofre de Rocabertí, senyor del castell de Peralada, va fer donació a Pere de Canadal i a Guillem d'Avinyó de la jurisdicció civil i criminal de Vilarnadal. El 1432, Dalmau de Rocabertí, vescomte de Rocabertí i senyor de Peralada, va refermar la donació a Berenguer de Canadal, amb el títol de senyor del castell de Vilarnadal, en atenció als serveis prestats en la conquesta de l'illa de Gerba (Tunísia).
Al llarg dels segles, la propietat es va transmetre per via hereditària i matrimonial dels Canadal als Malla, i d'aquests als Cartellà, fins a arribar a Josepa de Sarriera i de Copons, marquesa de Moja i de Cartellà, que morí el 1865 sense descendència. El 1866, els seus marmessors vengueren la propietat a Rafel Jordà i Pont, i el 1964, els seus nets vengueren el castell al masover Joan Pagès Gratacòs i la seva esposa.

## Descripció
Situat en un pujol poc elevat a l'extrem sud-est del nucli urbà de la població de Vilarnadal, al sud-oest del municipi de Masarac, al qual pertany.
El nucli central de la construcció és de planta rectangular, format per tres cossos adossats en forma d'U, amb les cobertes d'una i dues vessants de teula i distribuït en planta baixa i dos pisos. Presenta dues torres adossades a les cantonades nord-oest i sud-est de l'edifici. Ambdues torres són de planta circular, consten de diferents pisos i actualment estan cobertes amb teulades d'un sol vessant. A la planta baixa presenten troneres, i als pisos, obertures quadrades i finestres rectangulars bastides amb carreus desbastats, de cronologia posterior. L'antiga façana principal d'accés al castell està orientada a ponent. Presenta un portal d'accés d'arc de mig punt adovellat, amb els brancals bastits amb carreus escairats. Damunt de la clau hi ha un carreu de pedra gravat amb un escut. Al pis hi ha les restes d'una finestra biforada amb les llindes d'arcs trilobulats força malmesa. La façana està coronada per quatre merlets i, damunt del portal, hi ha els suports d'un antic matacà actualment desaparegut que protegia l'accés al castell. A l'extrem de migdia de la façana hi ha dos cossos adossats probablement amb el canvi d'ús de la fortificació, donat que fan la funció de paller i magatzem. La façana de tramuntana del conjunt presenta tres sageteres a la planta baixa i dues obertures rectangulars, de cronologia posterior. L'únic element destacable de la façana de llevant és el forn de planta quadrada, situat al nivell del pis. Tant aquesta estructura com les obertures del parament corresponen a la masia. La façana de migdia es correspon amb la façana principal de la masia. Presenta un portal d'arc de mig punt bastit amb maons, amb els brancals fets de carreus desbastats. La resta d'obertures són rectangulars. Destaca un balcó exempt situat a l'extrem de ponent de la façana i un rellotge de sol força degradat. L'interior del recinte presenta un pati central descobert, on hi ha unes escales de pedra que donen accés directe al pis i un pou circular. Dins l'edifici, les parets són de pedra desbastada i suporten voltes grasses rebaixades. També s'observa algun sostre cobert amb biguetes i revoltons.
La construcció està bastida amb pedra desbastada de diverses mides, maons i abundant morter de calç. La façana principal de la masia i la torre d'aquella banda presenten els paraments arrebossats.